# Саводник, Александр Владимирович
Александр Владимирович Саводник (1896, Москва — 1966) — советский учёный-радиоинженер, разработчик аппаратуры радиосвязи, лауреат Сталинской премии.

## Биография
Родился в Москве. Сын профессора-филолога Владимира Фёдоровича Саводника. Сестра — научная сотрудница ЦГАЛИ, музыковед и архивист Наталья Владимировна Саводник (1903—1996).
С 1920-х гг. инженер НИИС РККА. Участвовал в создании радиостанции «Север» и радиолокационных станций.
Сталинская премия 1946 г. — за разработку новых типов радиостанций.
Умер в 1966 году. Похоронен на Ваганьковском кладбище (31 уч.).